# Palazzo Fava da San Domenico
Palazzo Fava da San Domenico, meglio noto come Palazzo Fava Marescotti, è un edificio storico della città di Bologna ed è collocato all'angolo tra Via Del Cane e Via Marsili. Era la residenza di uno dei rami dell'antica e nobiliare famiglia bolognese dei Fava. Il Palazzo è chiamato "da San Domenico" per la presenza a due passi della Basilica di San Domenico. È sede del comitato provinciale della Croce Rossa Italiana dal 1958.

## Storia
Si tratta di una costruzione cinquecentesca voluta da Giacomo Maria Fava, esponente di un ramo della famiglia bolognese dei Fava. I Fava erano suddivisi in tre rami ciascuno dei quali soprannominato in base alla zona della città in cui risiedevano. Uno dei rami era quello della Madonna di Galliera, proprietari del celebre Palazzo Fava-Ghisilieri in Via Manzoni 2.
Palazzo Fava da San Domenico fu costruito a partire dal 1573, quando il proprietario Giacomo Maria Fava ottenne l'autorizzazione da parte del senato bolognese di occupare una porzione di suolo pubblico per erigere la sua dimora signorile. Il progetto fu commissionato a Antonio Morandi detto Il Terribilia e a suo nipote Francesco.
Alla morte di Giacomo Maria Fava, la proprietà fu divisa tra i figli e in seguito passò alle varie linee superstiti della famiglia Fava. Nel settecento divenne di proprietà di Nicolò Fava Ghisilieri, proprietario dell'omonimo palazzo e appartenente alla linea Fava della Madonna di Galliera. Nel 1823 il palazzo passò nelle proprietà del marchese Giuseppe Marescotti Berselli, i cui beni erano amministrati dallo stesso Nicolò. Per questo motivo Palazzo Fava da San Domenico è anche conosciuto come Palazzo Fava Marescotti.

## Descrizione

### Esterno
L’edificio presenta due ingressi uno su via del Cane e uno su Via Marsili e presenta una facciata in laterizio con una modanatura che funge da davanzale e separa i due piani principali.

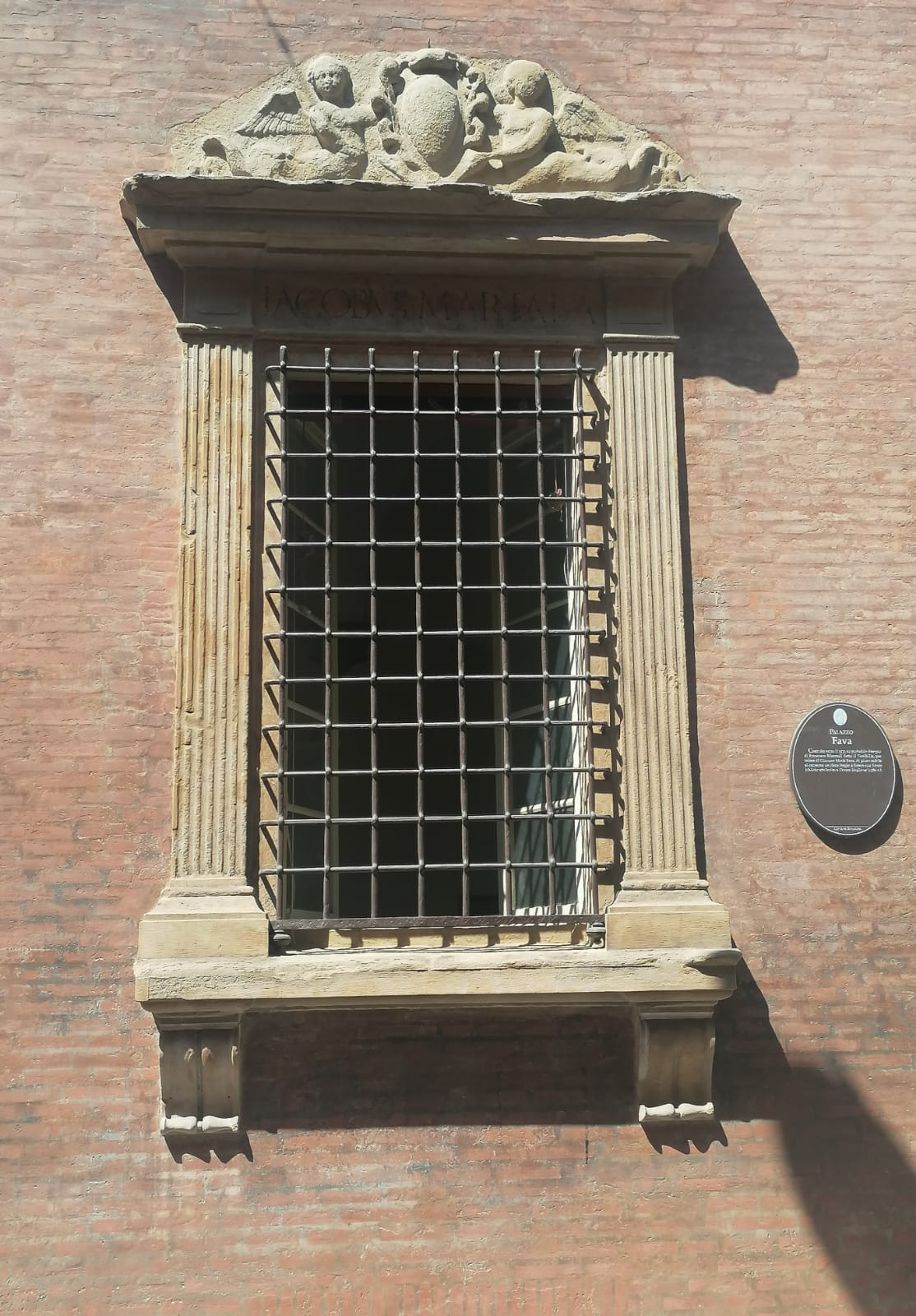
Finestra con cimasa in arenaria del piano terra, Palazzo Fava da San Domenico lato di Via Marsili

Il Palazzo, infatti, si sviluppa su due piani e consta di un mezzanino. Il pianoterra e il piano nobile sono scanditi dallo stesso numero di finestre di uguali dimensioni decorate in pietra arenaria. Sono caratterizzate da uno stile classicheggiante “pseudo-dorico”: presentano delle lesene scanalate senza capitelli. Inoltre, al piano inferiore le finestre sono coronate da una cimasa con figure mitologiche che reggono lo stemma araldico della Famiglia Fava. I portali in via del Cane e in via Marsili riprendono lo stile classico delle lesene con scanalature orizzontali nelle chiavi di volta.
La facciata è stata recentemente oggetto di un restauro i cui risultati sono stati illustrati a maggio 2022.

### Interno
Attraverso l'atrio di Via Marsili si accede al cortile interno che presenta anche due altri accessi: uno dal vestibolo di Via del Cane e un ingresso da Vicolo Marescotti. Il cortile presenta un portico in stile dorico su due lati e si affacciano le logge dei piani superiori.
Di particolare rilievo è il piano nobile dove sono stati reperiti tutti i dipinti giunti fino ad oggi. Esso presenta saloni affrescati con fregi e soffitti lignei a cassettoni con motivi decorativi risalenti alla fine del XVI secolo con successivi rimaneggiamenti. Tra i vari ambienti spicca il Salone del Camino, dove sono rappresentate scene bibliche. L'autore di questo ciclo decorativo è stato identificato in Cesare Baglione esponente del manierismo bolognese.